# Emanuele Giacoia
Emanuele Giacoia (Grassano, 4 marzo 1929 – Cosenza, 18 agosto 2022) è stato un giornalista, telecronista sportivo e conduttore televisivo italiano.

## Biografia
Entrato in Rai nel 1958, ha lavorato nella sede Rai della regione Calabria di cui è stato redattore e poi capo redattore.
Cronista sportivo per trasmissioni nazionali come «Tutto il calcio minuto per minuto», «90º minuto» e «La Domenica Sportiva». È stato giornalista professionista iscritto all'Ordine della Calabria dal 15 giugno 1961. Dopo una carriera nella radio e nella televisione di Stato, Giacoia era stato negli ultimi anni anche direttore de «il Quotidiano del Sud». I figli Riccardo e Valerio hanno seguito le sue orme e sono entrambi giornalisti.